# Немски късокосмест пойнтер
Немският късокосмест пойнтер (още наречен Курцхаар) е средна до голяма порода ловджийски кучета, създадена през 19-ти век в Германия за лов. Тя е универсална ловна порода, подходящо както за земя, така и за вода, те са опростени, но мощни със здрави крака. Макар че са ловна порода, която запазва силен стремеж за намиране и преследване на дивеч, те са изключително енергични и могат да се отличават с голямо разнообразие от кучешки спортове. Поведението им, когато са добре социализирани, е приятелски настроено както към хората, така и към кучетата, с известна тенденция да бъдат доста тревожни при раздяла.
Немската късокосместа пойнтер има къса козина, която се предлага в различни комбинации, обикновено смесица от черен дроб и бяло. Те имат умерено дълги гъвкави уши, поставени високо на главата. По-дълги, широки и силни муцуни позволяват извличане на по-тежка дивеч. Профилът на кучето трябва да е прав или силно римски нос ; всеки вид на ястия към профила е неправилен според стандартите на породата. Очите им обикновено са кафяви, като по-тъмните очи са желателни; жълтите или „граблива птица“ очи са грешка. Опашката обикновено е купирана, въпреки че това вече е забранено в някои страни. В състезание те се наказват, ако опашката е извита нагоре или надолу, докато кучето се движи. Когато курцхаарът е в класическа точка, опашката трябва да се държи направо от тялото, образувайки линия с насочената глава и тяло. Както всички немски пойнтери, курцхаарите имат мрежести крака и са известни с това, че преследват водолюбиви птици във водата.
Немският късокосмест пойнтер е член на Sporting Group . През 2016 г. Си Джей, 3-годишна немска късокосместа пойнтер, спечели наградата за най-добро изложение на 140-то изложение на кучешките клубове в Уестминстър.

## Стандарт на породата

### Външен вид
Мъжките представители на породата Курцхаар достигат до 66 сантиметра височина и тежат около 30 килограма. Женските са високи до 63 сантиметра и тежат до 28 килограма. Дължината на тялото на кучето от породата Курцхаар е малко по-голяма от височината му. Курцхаарът е с леко издължена муцуна, със съвсем лека гърбица. Носът на Курцхаар е голям и кафяв на цвят, но са допустими черни или тъмно розови носове. Челюстите са силни. Курцхаарът има общо 42 зъба. Скулите са изпъкнали. Очите са средни на размер и са кафяви на цвят. Ушите са средно дълги, клепнали и със заоблени краища. Тялото и крайниците са много мускулести. Гръдният кош е добре развит, коремът е прибран.
Опашката е разположена високо и се купира на половина от дължината. В спокойно състояние опашката на Курцхаар виси свободно, а когато кучето се движи, опашката му е вдигната хоризонтално, без да се вдига над гърба. Лапите са заоблени.

### Козина
Козината на Курцхаара е плътна и къса, на допир е доста груба с гъст подкосъм, защитен от твърди предпазни власинки, което прави козината водоустойчива и позволява на кучето да остане топло в студено време. Това позволява на немския късокосмест пойнтер да бъде пъргав ловец с висока производителност както на поле, така и на вода. На главата и на ушите козината на кучето от тази порода е по-къса и тънка. Съществуват няколко разновидности оцветяване на козината на Курцхаар. Кучето от тази порода може да е чисто кафяво на цвят, а също така кафяво с малки бели петънца на гърдите и на лапите. Курцхаар може да е тъмно кафяв с по-светло кафяви и бели петънца. Този вид оцветяване помага на кучето да е почти незабележимо по време на лов. Курцхаарът може да е бял, с кафяви петна по главата или с кафяви пръски по гърдите и краката. Курцхаар може и да е черен, с бели или дори жълти петънца.
Срещат се плътна черна козина, често с малко бяло на гърдите. Въпреки че немският стандарт позволява леко пясъчно оцветяване („Gelber Brand“) на крайниците, това оцветяване е рядко и куче, показващо какъвто и да е жълт цвят, е дисквалифицирано в изложби. Оцветяването на курцхаара му осигурява камуфлаж през зимните сезони. Козината може да бъде много лъскава, ако се измие.
Козината им е лесно за поддържане и грижа. Въпреки че козината им е къса, тя се сменя. Те сменят повече козина в определени периоди през годината. Ако това не се наблюдава, космите им могат да бъдат вградени в тъкани и килими и ще бъде трудно да ги извадите. Всичко, което е необходимо, е да ги миете редовно с четка с твърд косъм, заедно с вани, когато е необходимо.

## Темперамент

### Държание
Темпераментът на кучетата може да бъде повлиян от различни фактори, включително наследственост, обучение и социализация. Немският късокосмест пойнтер е разработен да бъде куче, подходящо за семеен живот, както и универсален ловец. Следователно, неговият темперамент е този на интелигентно, смело, буйно, ексцентрично и характерно привързано куче, което е готово за сътрудничество и лесно се обучава. Тази порода е умна, дружелюбна, с желание и ентусиазъм. Курцхарът обикновено е добър с деца, въпреки че трябва да се внимава, защото породата може да бъде буйна, особено когато е млада. Тези кучета обичат общуването с хората и са подходящи домашни любимци за активни семейства, които ще им дадат отдушник на значителната им енергия. Немският късокосмест пойнтер се нуждае от много енергична активност и процъфтява с много упражнения и бягане. Тази нужда от упражнения, съчетана с естествения инстинкт на породата за лов, означава, че обучението е абсолютна необходимост. При липса на достатъчно движение, буйния характер на круцхаара предизвиква неприятни за околните начини за забавление. Повечето немски късокосмести пойнтери са отлични кучета пазители, тъй като по природа са много гласови кучета. Породата обикновено се разбира добре с други кучета, но силният ловен инстинкт е нормален за породата, което не винаги е добре за други малки домашни любимци като котки или зайци.

### Изисквания
Ако собственикът не даде на това активно и интелигентно куче достатъчно упражнения и/или подходящо обучение, това може да доведе до немски късокосмест пойнтер, който изглежда хиперактивен или има деструктивни тенденции. Следователно породата не е подходящ домашен любимец за неактивен дом или за неопитни собственици на кучета. Въпреки че тези кучета изграждат много силна привързаност със своите собственици, отегчен курцхаарът, който получава недостатъчно упражнение, може да се почувства принуден да упражнява себе си. Тези кучета са атлетични и могат да избягат от четири до шест фута заграждения с малка трудност. Редовният лов, бягане, картинг, байкджоринг, скиджоринг, гъстене, каране на скутер на кучета или друга енергична дейност могат да облекчат това желание за бягство.

### Функции
Подобно на другите немски пойнтери (Германски твърдокосмест птичар и по-малко известния немски дългокосмест пойнтер), курцхаарът може да изпълнява почти всички роли на кучета. Това е пойнтер и ретривър, куче за планински птици и водно куче. Курцхаарът може да се използва за лов на по-едър и по-опасен дивеч. Той е отличен плувец, но също така работи добре в неравен терен. Той е упорит, неуморим, издръжлив и надежден. Немските късокосмести пойнтери владеят много различни видове дивеч и спорт, включително намиране, гонене и донасяне на фазан, пъдпъдък, глухар, вододни птици, миещи мечки, опосум и дори елени.

## Здраве
Немските късокосмести пойнтери обикновено са здрави, но могат да получат определени здравословни проблеми. Могат да боледуват от рак, лимфедем, ентропион, болест на Ван Вилебранд и стомашна дилатация-волвулус (GDV). Някои курцхаари са предразположени към епилепсия, тазобедрена дисплазия и хермафродитизъм. Има сканиране и тест за проверка на vWD. Когато се храни кученце под 6 месеца, те ще трябва да се хранят повече от два пъти на ден, но след като достигнат зряла възраст, те могат да се хранят два пъти на ден. Тъй като немските късокосмести пойнтери могат да се подуват, те не трябва да се хранят веднага след бягане или други енергични упражнения. След като са се нахранили, те не трябва да бягат или да тренират поне час след хранене и пиене. Повечето немски късокосмести пойнтери са здрави кучета, но породата може да бъде обект на редица наследствени заболявания поради тяхното отглеждане. Някои от тези здравословни нарушения включват хипотиреоидизъм, тазобедрена дисплазия, дисеканска остеохондроза (OCD), панус, прогресивна атрофия на ретината (PRA), епилепсия, кожни заболявания и ракови лезии в устата, по кожата и други части на тялото. Както при другите породи, женските курцхаари, които не са стирилизирани, са предразположени към рак на гърдата. Този риск се намалява, ако бъдат кастрирани.
Генетична форма на лупус, наречена ексфолиативен кожен лупус еритематозус (ECLE) също е разпространена сред немски късокосмести пойнтери. Лупусът при кучета е заболяване, при което имунната система атакува собствените клетки и тъкани на тялото. Заболяването често се проявява в рамките на 16 и 40 седмична възраст. Ако се диагностицира, продължителността на живота на кучето е около четири години.
Много фактори, като генетиката, околната среда и диетата, могат да допринесат за дисплазия на тазобедрената става, което е деформация на тазобедрената става. Не всички немски късокосмести пойнтери ще развият дисплазия, но тъй като заболяването се определя от мултигенетични фактори, само рентгенова снимка на OFA и скрининг от квалифициран ветеринарен лекар ще определи дали състоянието е налице. Никакво упражнение няма да го коригира и трябва да се внимава, за да се предотврати плъзгане по гладка подова настилка. В тежки случаи може да се наложи хирургична корекция. Подобно на много други кучета с дълбоки гърди, немските късокосмести пойнтери са силно предразположени към стомашна дилатация и синдром на волвус (GDV), известна още като подуване на корема. Това е животозастрашаващо състояние, което изисква незабавно ветеринарно лечение. GDV възниква особено ако кучето се храни с едно голямо хранене на ден, яде бързо, пие големи количества вода след хранене или тренира енергично след хранене. При GDV стомахът се разтяга с газ или въздух и след това се усуква, така че кучето не може да се отърве от излишния въздух в стомаха чрез оригване или повръщане. Освен това се възпрепятства нормалното връщане на кръвта към сърцето, което води до спадане на кръвното налягане и кучето ще изпадне в шок. Без незабавна медицинска помощ кучето може да умре. Някои симптоми на GDV са: раздут корем, прекомерно слюноотделяне, повръщане без секрет, безпокойство, депресия, летаргия и слабост. Предпазните мерки срещу GVD включват: въздържане от хранене непосредствено преди или след тренировка, хранене с няколко по-малки хранения през деня вместо едно голямо хранене и избягване на консумацията на големи количества вода със суха храна.
Както при всяко друго ловно куче, контактът с дивеча може да причини разпространение на гъбички и бактерии, които лесно могат да се колонизират във венците или да причинят инфекции на отворени рани и малки порязвания от надраскване по растения и храсти по време на редовен лов.

## Грижа
Немските късокосмести пойнтери заедно с други спортни кучета изискват много упражнения и пространство за тичане. Курцхаарите са едни от най-енергичните породи. Следователно, ако не им бъде обърнато правилното внимание, те могат да станат отегчени и разрушителни. Курцхаарите не се справят добре, оставени сами през целия ден или ако са преместени в развъдник с малко взаимодействие с хора.
Курцхаарите са много чиста порода. Късото палто на курцхаарите се нуждае от много малко почистване, само от време на време разресване. Много често оставят косми. Курцхаарите трябва да се къпят само когато е необходимо. Както всички кучета с изпъкнали уши, курцхаарът може да бъде предразположен към ушни инфекции, затова ушите им изискват редовна проверка и почистване.
Курцхаарите има средна продължителност на живота от 9 години, според датско проучване, и 12 години, според в проучване в Обединеното кралство. В проучването в Обединеното кралство около 1 на всеки 8 е живял до >15 години, като най-дълго живялото куче е достигнало седемнадесетгодишна възраст.
Тъй като курцхаарът е средна/едра, активна порода, кучетата могат да изискват значителна храна. По-старите или по-малко активните курцхаари също могат да затлъстят, ако се хранят повече от подходящи за нивата на активност на индивида. Здравословното тегло трябва да позволява последните две ребра да се усещат под козината и кучето трябва да има ясно изразена талия или „прибрана“.
Поради късото покритие на курцхаарите, управлението на топлината на тялото обикновено не е проблем. Въпреки това, високите нива на активност на курцхаара изискват от породата да пие значителни количества вода, за да предотврати дехидратацията. Ранните симптоми на дехидратация се проявяват като гъста слюнка и урина с прекалено силна и отчетлива миризма.

### Обучение
Ранното обучение е важно за немския късокосмест пойнтер. През първата година, когато имате курцхаар, най-добре е да се уверите, че знаят основите, преди да ги научите на други неща. Когато ги обучавате, най-добре е уроците да са кратки, но забавни, защото могат лесно да се разсеят. Най-добре е да се уверите, че са започнали упражненията си и след това да опитате малко обучение. Те са интелигентна порода и бързо се научават. Те имат много енергия и трябва да бъдат извеждани ежедневно, за да могат да освободят част от енергията.

## История
Германските ловци са прекарали поколения в кръстосване на различни породи, докато не е селектиран курцхаарът през 1800-те. Те били много успешни до степен, че са сред най-печелившите породи в състезателни ловни събития. Според Американския киноложки клуб, вероятно е курцхаарът да произлиза от порода, известна като немско птичарско куче, което само по себе си е свързано със стария испански пойнтер, въведен в Германия през 17 век. Също така е вероятно различни немски хрътки и проследяващи кучета, както и английският пойнтер и аркрайт пойнтер също да са допринесли за развитието на породата. Въпреки това, тъй като първата племенна книга е създадена едва през 1870 г., е невъзможно да се идентифицират всички кучета, които са участвали в създаването на тази порода. Породата е официално призната от Американския киноложки клуб през 1930 г. Втората световна война засегна отглеждането на тази порода. Към края на войната много от животновъдите са скрили своето злато, диаманти, своите курцхаари и други. Тогава най-добрите кучета били изпратени в Югославия за безопасно съхранение. Днес породата се нарежда на 19-то място сред 155-те породи и сортовете, признати от Американския киноложки клуб.

### Текущи употреби
Немските късокосмести пойнтери са добре възпитани, послушни и понякога са предпазливи към децата, но могат да бъдат около тях. Те могат да оцелеят навън при меко време, но се представят най-добре, когато се държат вътре в къщата с достъп до открито. Ранното обучение е жизненоважно, защото те ще се учат бързо с последователни тренировъчни сесии. Те са игриви и имат много енергия. Немските късокосмести пойнтери изискват много физически и умствени упражнения. Ако не получават ежедневните си упражнения, те стават нервни и разрушителни. Те имат силна връзка със семейството си. Когато се срещат с други хора, те са внимателни и наблюдателни, но след като прекарват повече време с тях, бавно започват да се сближават с тях. Те също не обичат често да са сами и им става скучно. Когато се срещат с други кучета, те се разбират добре, особено когато са с подобен размер. Немските късокосмести пойнтери все още се използват като универсални кучета за лов и оръжие. С високата си интелигентност и атлетизъм немският късокосмест пойнтер се представя добре в много спортове на Американския киноложки клуб като пъргавина, гмуркане от док, послушание, заедно с работа с кучета-служещи. Немските късокосмести пойнтери също се използват в правоприлагащите органи за откриване на незаконни вещества, както и за проследяване.

### В изкуството и литературата
Голямата любов на Томас Ман към неговата немска късокосместа е разказана в книгата Башан и аз .
Най-популярната мистериозна поредица на Робърт Б. Паркър включва бостънския детектив, известен само като Спенсър, който е имал серия от три здрави немски късокосмести, всички на име Пърл: един, който е застанал с него по време на нападение на мечка в селската му младост; такъв, даден на приятелката му от бившия ѝ съпруг; и третата Перла, за да прави компания на Спенсър и приятелката му в късната им средна възраст. Авторът Паркър се появява на много от защитните якета на Spenser с мъжки курцхаар от плътен черен цвят, идентичен с трите превъплъщения на Пърл в поредицата.
Разсъжденията на Рик Бас за живота и лова с немски късокосмест пойнтер в Монтана могат да бъдат намерени в книгата Колтър: Истинската история на най-доброто куче, което някога съм имал . Мемоарите на спортния писател Мел Елис „Бягай, Рейни, Бягай“, изследва изключителната връзка, която е имал с изключително интелигентен и гъвкав ловен немски късокосмест пойнтер.
Филмът от 1978 г. " Райски дни ", написан и режисиран от Терънс Малик, включва кратка сцена на кучета, ловуващи в прерията. Показаният курцхаар е Jocko von Stolzhafen, два пъти курцхаарски национален шампион на поле и може би най-добрият курцхаар за своята ера. Година по-късно Джоко изчезва, докато бягал в тренировъчен лагер, вероятно откраднат.
Логото на Westminster Kennel Club е английски пойнтер, а не немски късокосмест понтер, въпреки че често се бърка с последния.

## Любопитни факти за Курцхаарите
- Кучето от породата Курцхаар е със сдържан темперамент и никога не проявява агресия, нито страх. Ако кучето е агресивно или много страхливо, трябва да се потърси помощ от специалист, тъй като това не е характерно за породата Курцхаар.
- Курцхаарите обичат да е с цялото семейство и смятат, че трябва да охраняват всичките му членове. Когато непознат доближи някого от семейството, те реагират със силен лай, но не и с агресия. Въпреки че обичат цялото семейство, курцхаарите са най-предани само на един член от семейството, когото смята за водач на глутницата.
- Курцхаарите могат да се разбират с други домашни любимци, ако са израснали с тях. Това се отнася и за котките. Но след като пораснат, кучетата от тази порода смятат по-дребните животни за плячка или за обект, подходящ за игри, и може да го разнасят из цялата къща.
- Курцхаарът е много активно куче и с удоволствие ще плува или ще се катери по пресечена местност. Това ще го направи щастлив, защото за него всяко предизвикателство е ново приключение, свързвано с това, което му е необходимо – физическо и умствено натоварване.

## Недостатъци на Курцхаара
Курцхаарът не бива да се оставя насаме с прекалено малки деца, тъй като може да ги нарани, без да иска, защото е прекалено активен. Но с по-големите деца курцхаара може да играе с часове. Кучето от породата курцхаар става нервно, ако не изразходва енергията си. В такива случаи курцхаар започва да гризе всичко, което му попадне или да започне да проявява агресия. Курцхаарът лае с часове, ако е оставен сам. Ако не се разхожда достатъчно, курцхаарът става хиперактивен и тича из цялото жилище, без да спира, за да може да изхаби енергията си.
При това той изобщо не внимава какво и кого може да събори по време на тичането. Кучетата от породата курцхаар лаят много силно, което може да не се хареса на съседите. При обучение и отглеждането на курцхаар, което започва рано – на около 3 месеца след раждането на кученцето от тази порода, лаят може да бъде спиран по команда. Кучетата от породата курцхаар са склонни към доминиране и ако се позволява на малките курцхаари да правят каквото си поискат, те ще продължат в същия дух и когато пораснат.